# 전희선
전희선(2001년 2월 13일 ~)은 대한민국의 배우다.

## 방송
- 메이드 인 유 (2012) - Top100
- 별순검 2 (2008)
- 솔로몬의 선택 - 향기 역
- 기분좋은날 (2014) - 한별 역
- 얼렁뚱땅흥신소 (2007) - 경미 역
- 천인야화 (2007) - 은정 역
- 스펀지 2.0 (2007)
- 생생법률 완전정복 (2007)

## 영화
- 아부지 (2009) - 경순 역
- 트럭 (2008) - 단역
- 걸스카우트 (2008) - 단역
- 모던보이 (2008) - 거지촌 아이 역
- 지금 사랑하는 사람과 살고 있습니까? (2007) - 단역
- 소공녀 - 주연
- 아담의 아담 - 주연
- 홈런날리다 - 주연

## CF
- 농심새우깡 고무줄편
- AIG 질병 입원비 보험

## 수상
- 동대문 밀리오레 어린이 댄스경연대회 인기상 (2008)